# Palatodonta
Palatodonta es un género extinto de reptil placodontiforme basal que vivió a principios del Triásico Medio (etapa del Anisiense) en los Países Bajos. Palatodonta fue denominado originalmente por James M. Neenan, Nicole Klein y Torsten M. Scheyer en 2013 y la especie tipo es Palatodonta bleekeri. El nombre del género se refiere a los dientes en el paladar, mientras que el nombre de la nombre de la especie es en homenaje de Remco Bleeker, un paleontólogo aficionado quien descubrió el fósil en el verano de 2010 en la cantera Silbeco cerca de Winterswijk. Es conocido a partir del espécimen holotipo TW480000470, un cráneo bien preservado de un individuo juvenil.